# اسپرینگ آربور (میشیگان)
اسپرینگ آربور (به انگلیسی: Spring Arbor) یک منطقهٔ مسکونی در ایالات متحده آمریکا است که در شهرستان جکسون، میشیگان واقع شده‌است. اسپرینگ آربور ۳۰۵ متر بالاتر از سطح دریا واقع شده‌است.